# Parque metropolitano La Sabana
El parque metropolitano La Sabana Padre Chapuí, conocido comúnmente como: La Sabana, es un parque urbano de Costa Rica localizado en el distrito de Mata Redonda, en la ciudad de San José. 
La Sabana es una importante zona deportiva, cultural y recreativa de 72 hectáreas en el corazón de San José. Su destacable tamaño e importancia en ámbitos culturales, deportivos y recreativos lo convierten en el principal y más grande espacio público de la ciudad. Se estima que recibe 38000 visitantes semanales, lo cual lo convierte el más visitado de todo el país.

## Historia
Su existencia se da gracias al sacerdote Manuel Antonio Chapuí y Torres, quien donó los terrenos del actual parque y sus alrededores en 1783, jamás imaginando el legado que hizo a la comunidad de San José, posteriormente un pequeño espacio de su dádiva se convertiría en el parque recreativo metropolitano de mayores dimensiones con que cuenta el país.[cita requerida]
En 1940 se inauguró el primer aeropuerto internacional en Costa Rica. El diseño de la primera terminal aérea internacional de la nación estuvo a cargo José María Barrantes (1890-1966) y fue administrado por León Cortés Castro de 1936 a 1940). Funcionó hasta 1955, año en que se trasladó a su actual ubicación en Alajuela. Sin embargo, continuó brindando servicios para tránsito liviano y aviones particulares hasta principios de la década de los setenta.[cita requerida]
De 1974 a 1978, bajo la administración de don Daniel Oduber Quirós y la vision y dirección del ministro de Cultura, Juventud y Deportes don Guido Saenz, se inició la obra de diseño y reconstrucción de lo que hoy conocemos como el parque metropolitano de la Sabana. Siendo el ministro Saenz quien más tarde creara el Museo de Arte Costarricense. Más adelante, en el año 1976 se inició una parte de la construcción bajo el diseño y plan maestro del arquitecto José Antonio Quesada. El cual fue modificado por el diseñador Carlos Valenzuela en 1978 y terminado por el mismo en 1979 durante el gobierno de Rodrigo Carazo Odio, donde la mayoría de las instalaciones que hoy engalanan el Parque Metropolitano La Sabana son el resultado de la magnífica colaboración entre Quesada y Valenzuela, bajo la tutela de la ministra Doña Marina Volio Brenes.
Entre los elementos atractivos de La Sabana se destacan: el Estadio Nacional, la piscina María del Milagro París, el Patinódromo Nacional, los lagos, los gimnasios, el Museo de Arte Costarricense y canchas de varios deportes, instalaciones rodeadas de un ambiente natural y sitio para el disfrute al aire libre.
Las actividades que más se practican en La Sabana son: fútbol, atletismo, natación, tenis, baloncesto, voleibol, patinaje y los meros paseos de familias que disfrutan de actividades al aire libre.
El parque metropolitano La Sabana Padre Chapuí se proyecta a todas las comunidades del área metropolitana y sus zonas vecinas, por su ubicación de cercanía y su amplia extensión de terreno dedicado a la recreación. La población se siente atraída hacia él por las múltiples opciones de esparcimiento que ofrece, además de ser un parque abierto y de libre acceso al visitante.
Por encontrarse localizado aquí el Estadio Nacional, es un sitio frecuentemente utilizado para los traspasos del Poder Ejecutivo.[cita requerida]

## Aspectos físicos
Este parque cuenta con una altitud de 1 333 metros sobre el nivel del mar. En cuanto a vías de acceso, estas son múltiples por encontrarse en el área metropolitana. El parque tiene una extensión de 72 hectáreas.
En las instalaciones los materiales son concreto combinado ya sea con ladrillo o block, senderos de asfalto y concreto, con madera y metal en juegos infantiles.
En cuanto a su topografía se puede considerar el terreno plano en su mayoría, exceptuando el montículo ubicado frente al edificio del Instituto Costarricense de Electricidad, el montículo de La Cruz y un pequeño desnivel en los alrededores de los lagos.[cita requerida]

## Biodiversidad
Su flora es muy abundante ya que cuenta con una gran cantidad de árboles, en su mayoría eucaliptos, ciprés y pino los cuales son especies exóticas, razón por la que se trabaja en conjunto con el Ministerio de Ambiente y Energía en un proyecto para introducir especies nativas y mejorar de esta forma la biodiversidad del parque. La madera generada producto de la tala de árboles de las especies «no nativas» ha sido reciclada para la elaboración de centros de entretenimiento dentro del mismo parque.
El clima es templado y con dos estaciones: lluviosa y seca, o sea el mismo que reina en el Área Metropolitana de San José.

## Importancia

### Educativa
En la actualidad el parque posee uno de los colegios importantes de la zona de San José desde 1959 que es el Liceo Luis Dobles Segreda. Posee instalaciones de educación vial para estudiantes de primaria, calles señalizadas y edificios en miniatura.

### Cultural
En La Sábana se encuentra el Museo de Arte Costarricense. Ubicado en el costado este del parque, frente a la entrada del Paseo Colón, este edificio sirvió de terminal aérea del Aeropuerto de La Sabana, pero actualmente es uno de los museos más importantes de la capital. La estructura del edificio fue diseñada por el arquitecto José María Barrantes, quien fusionó un estilo colonial español con una concepción arquitectónica moderada de gran pureza de líneas y exquisito gusto artístico.
Luego la estructura fue remodelada por los arquitectos Jorge Bertheau y Edgar Brenes para convertirse en un importante museo que se inauguró en abril de 1978, y para diciembre de 1986 fue declarado de interés histórico y arquitectónico.[cita requerida] Además se encuentra al suroeste del parque al Museo Natural de La Salle.

### Deportiva
En la Sabana podemos encontrar gran cantidad de zonas para hacer deportes, entre las cuales podemos mencionar: 
- Canchas de tenis
- Canchas de fútbol
- Una cancha de Rugby
- Canchas de baloncesto
- Canchas de béisbol
- Canchas de voleibol de arena
- Canchas de softball
- Canchas multiusos
- Dos piscinas
- Un polígono de tiro
- Pista de atletismo
- Pista de patinaje

Además de todas estas zonas, aquí se encuentra el Nuevo Estadio Nacional de Costa Rica y el Gimnasio Nacional.

### Recreativa
Todos los fines de semana el parque es visitado por gran cantidad de gente que viene con sus familias a compartir un momento de tranquilidad y olvidarse un poco del ruido y humo de la ciudad, a pesar de estar muy cerca de ella. 
Además los fines de semana se organizan gran cantidad de actividades deportivas y de recreación.[cita requerida]

### Arquitectónica
En la actualidad la mayoría de las construcciones más modernas y de gran tamaño se encuentran alrededor del parque y se tiene planeado un gran crecimiento arquitectónico e inmobiliario alrededor de La Sabana. Algunas de las construcciones que ya se encuentran en sus alrededores son: 
- Contraloría General de la República de Costa Rica
- Instituto Costarricense de Electricidad
- Torre Vista del Parque
- Torres del Parque
- Condominio Torres del Lago
- Metropolitan Tower
- Torre La Sabana
- Sabana Business Center & Hilton Garden Inn
- Condominio Sabana Real
- Torre 20/20
- Scotiabank
- Oficentro La Colmena
- Televisora de Costa Rica